# 白罩雙鋸魚
白罩雙鋸魚為輻鰭魚綱鱸形目隆頭魚亞目雀鯛科的其中一種。

## 分布
本魚分布於西太平洋區，包括巴布亞紐幾內亞及所羅門群島海域。

## 深度
水深2至12公尺。

## 特徵
本魚體側扁，口小。體色為橘色，頭部具一白色橫紋，從整個頭頂延伸至鰓蓋下緣，背鰭基部也有一白色圓斑，背鰭硬棘9枚；軟條18至19枚；臀鰭硬棘2枚；軟條13至14枚。體長可達12公分。

## 生態
本魚主要生活在珊瑚礁或潟湖，與海葵形成共生互利關係，並且不受宿主帶刺觸手的影響，為雌雄同體，具有嚴格的階級劃分，雌魚最大，繁殖中的雄魚第二大，並且隨著等級下降，雄魚非繁殖者逐漸變小，如果唯一的繁殖雌性死亡，繁殖的雄魚將變成雌魚，而最大的非繁殖者將成為繁殖的雄魚，屬雜食性，以藻類和浮游生物為食。

## 經濟利用
多為觀賞魚，不供食用。